# Gustavo Sánchez (futbolista)
Gustavo Adolfo Sánchez Giraldo (Palmira, Valle del Cauca, Colombia; 17 de enero de 1996) es un futbolista colombiano. Juega de portero y actualmente milita en Santa Fe de la Categoría Primera A colombiana.

## Clubes
| Club            | País     | Año             | PJ | Goles |
| --------------- | -------- | --------------- | -- | ----- |
| Unión Magdalena | Colombia | 2017 - 2019     | 9  | 0     |
| Orsomarso       | Colombia | 2019 - 2020     | 20 | 0     |
| Santa Fe        | Colombia | 2021 - Presente | 0  | 0     |